# 酢酸オルセイン溶液
酢酸オルセイン溶液（さくさんオルセインようえき）とは、細胞染色に用いられる固定染色液である。この液により細胞が酢酸によって固定され、細胞核或いは染色体が塩基性色素のオルセインによって赤（赤紫に近い）色に染色される。酢酸オルセイン溶液は光学顕微鏡で核を観察する際に汎用されている。中学校での実験では、酢酸オルセイン溶液の他に酢酸カーミン溶液や酢酸ダーリア溶液などが使用されることもある。酢酸オルセイン液とも。